# Neurothemis tullia
Espèce
Synonymes
- Libellula equestris Fabricius, 1781
- Libellula lineata Fabricius, 1793

Statut de conservation UICN

 LC  : Préoccupation mineure
Neurothemis tullia est une espèce de libellule assez commune dans le sud et le sud-est de l'Asie. Elle se rencontre au Bangladesh, en Chine, à Hong Kong, en Inde, Malaisie (Malaisie péninsulaire), Birmanie, au Népal, Sri Lanka, à Taiwan, en Thaïlande et au Viet Nam.
La gamme chromatique varie d'un individu à l'autre, mais les deux paires d'ailes présentent presque toujours de grandes taches sombres. Ces libellules vivent dans les rizières où elles se nourrissent de quantités de moustiques.

## Référence
- Drury, 1773 : Illustrations of Natural History of Exotic Insects. vol. 2, p. 9-90.